# Clupeosoma cicatricale
Clupeosoma cicatricale là một loài bướm đêm trong họ Crambidae.